# L棋
L棋（L game）是愛德華·波諾在1968年推出兩人棋類，用以解釋水平思考法。

## 棋具
- 4×4方格棋盤。
- 每方各一枚L形的不同色棋子，3格長、2格寬。另有兩枚佔一格的中性棋子。

## 規則

L棋的起始佈局

- 初始佈置時，兩個L形棋子在棋盤中間拼合成2×4矩形，兩個中性棋子則佔對角格。

- 兩方輪流移動，必須將己棋放到與原先不同的空格，可翻轉或轉動，不可疊到其他棋子。放完己棋後，可以選擇移動任何一枚中性棋子至任何空格，亦可放棄。

- 無法行棋時輸掉遊戲。

## 輸的可能
整個遊戲有36736個可能出現的盤面，去掉對稱和反射的16種則有2296個。在這2296個情形中，只有15個會輸的情形：

以下則為到紅方行，而藍方則可以將死紅方的形勢：

只要雙方都沒有犯錯，遊戲就會不斷地進行下去。因此，它的先手和後手一方都沒有必勝的策略。

## 外部連結
- 蔡明原，林順喜，1999，益智遊戲「L棋（L-game）」之電腦解法及分析，科學教育月刊第二二一期，頁33-46 （页面存档备份，存于）
- 線上Java遊戲